# Église Saint-Joseph de Vieux-Habitants
Pour les articles homonymes, voir Église Saint-Joseph.
L'église Saint-Joseph de Vieux-Habitants est une église catholique située à Vieux-Habitants, en France.

## Historique
L'église est, avec l'église Notre-Dame-du-Mont-Carmel de Basse-Terre, la plus ancienne de la Guadeloupe. Le père Raymond Breton signale en 1636 que les habitants ont établi une chapelle en charpente dédiée à saint Joseph. Déjà jugée trop étroite en 1688, elle est incendiée le 20 mars 1703 par les troupes anglaises. Entre cette date et 1721, les capucins la reconstruisent en pierre. Leur emblème est placé par eux au-dessus du fronton du portail caractéristique du XVIIIe siècle.
Diverses campagnes de restauration, de reconstruction et d'agrandissement sont entreprises durant le XIXe siècle.
Pierre Isnard pour allonger la nef, détruit en 1951 le chœur d'origine et ajoute un transept reliant le clocher, jusqu'alors isolé, au reste de l'église. La tour de la croisée est par la suite dotée de quatre clochetons.
L'édifice est inscrit au titre des monuments historiques en 2006 et classé en 2007.

## Architecture et ornements

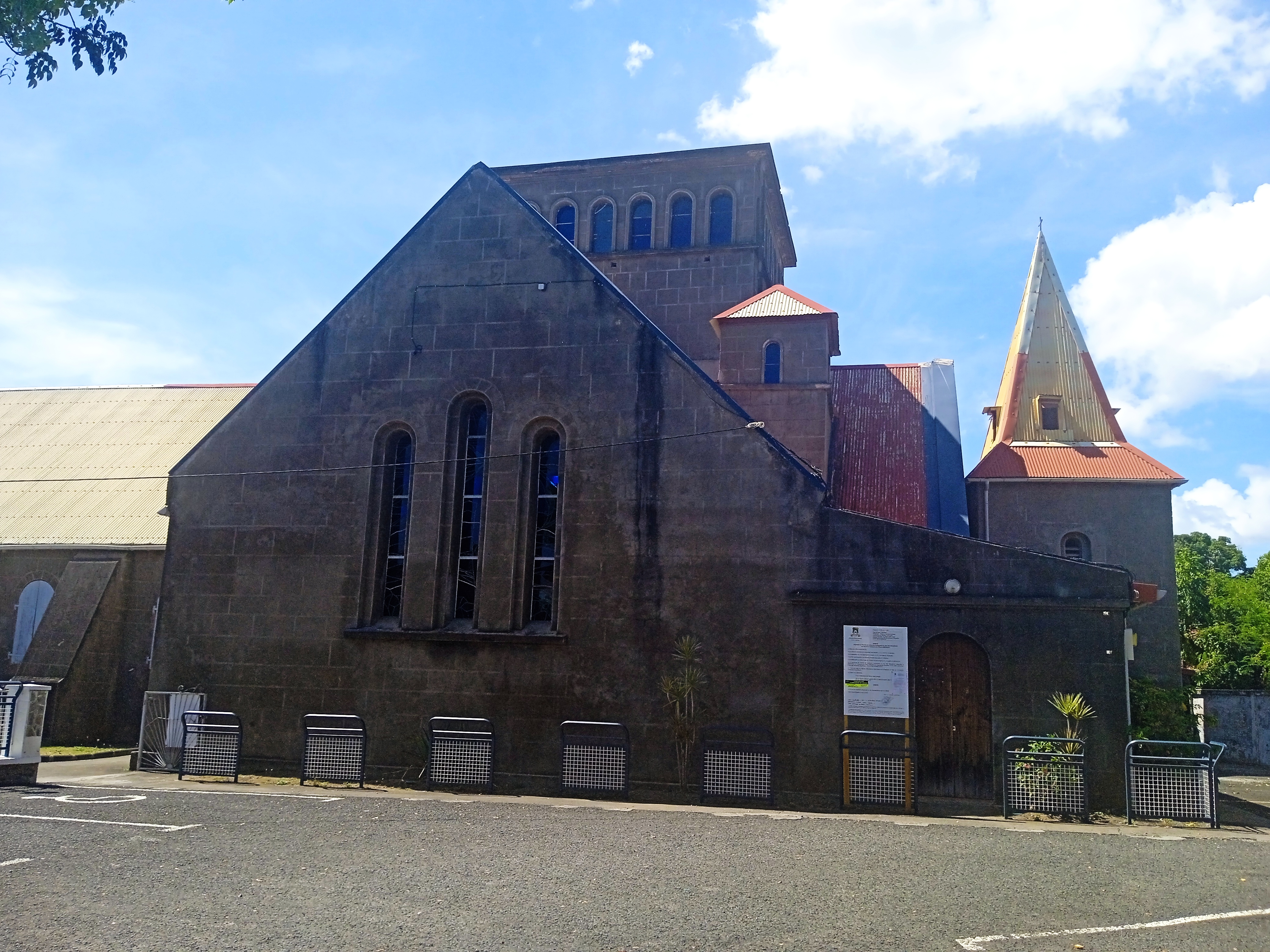
Église Saint-Joseph, vue d'ensemble.
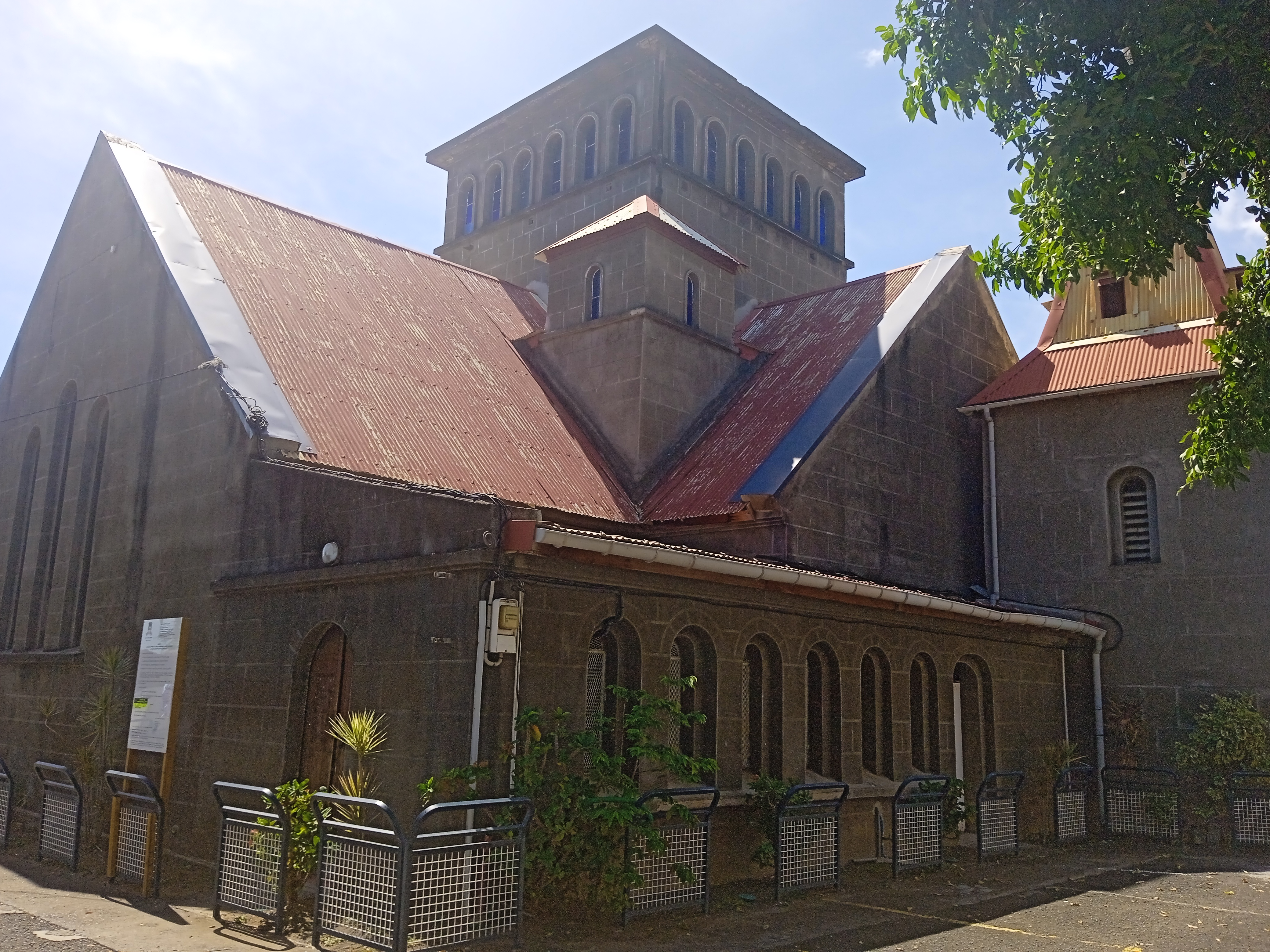
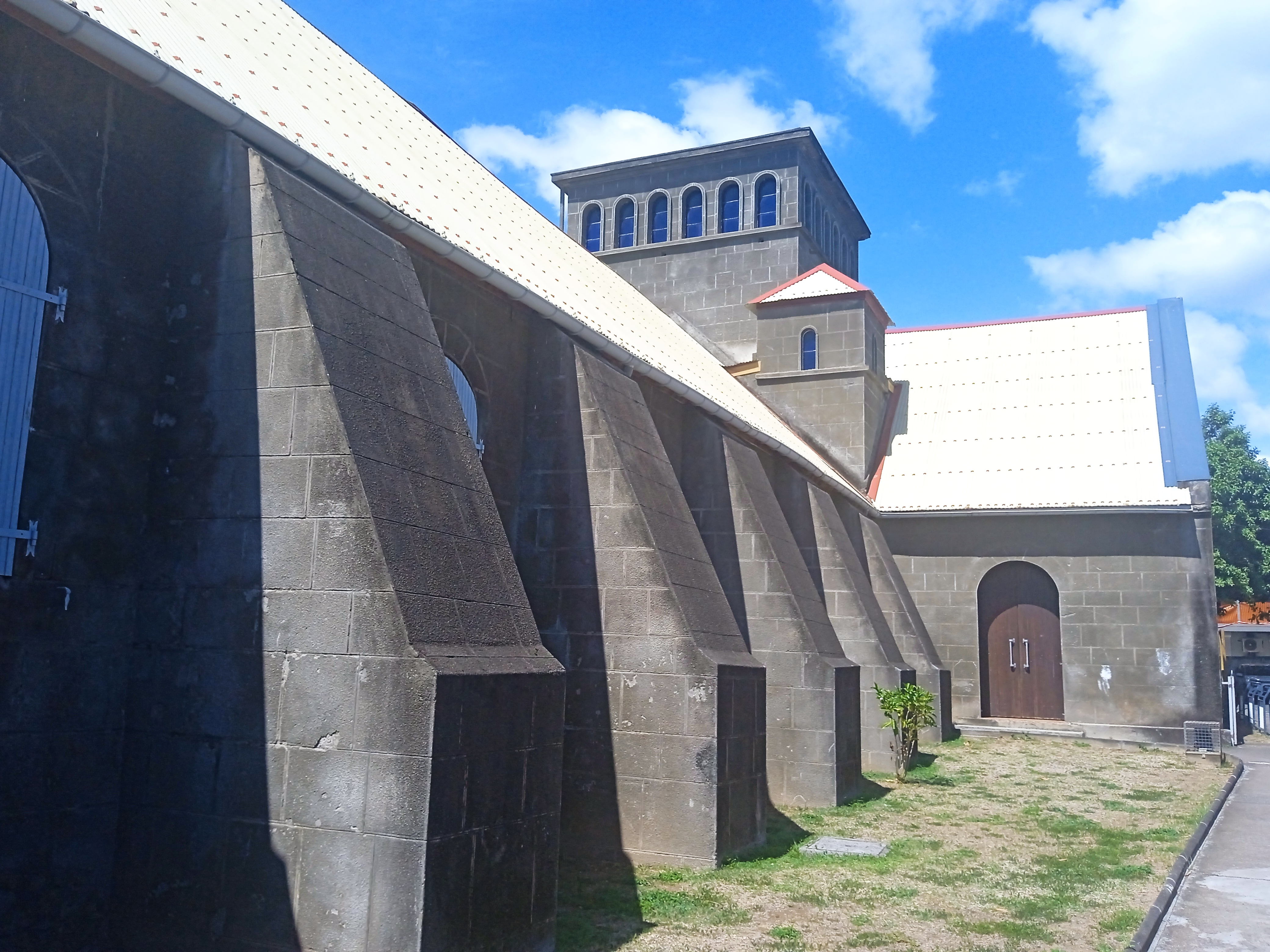
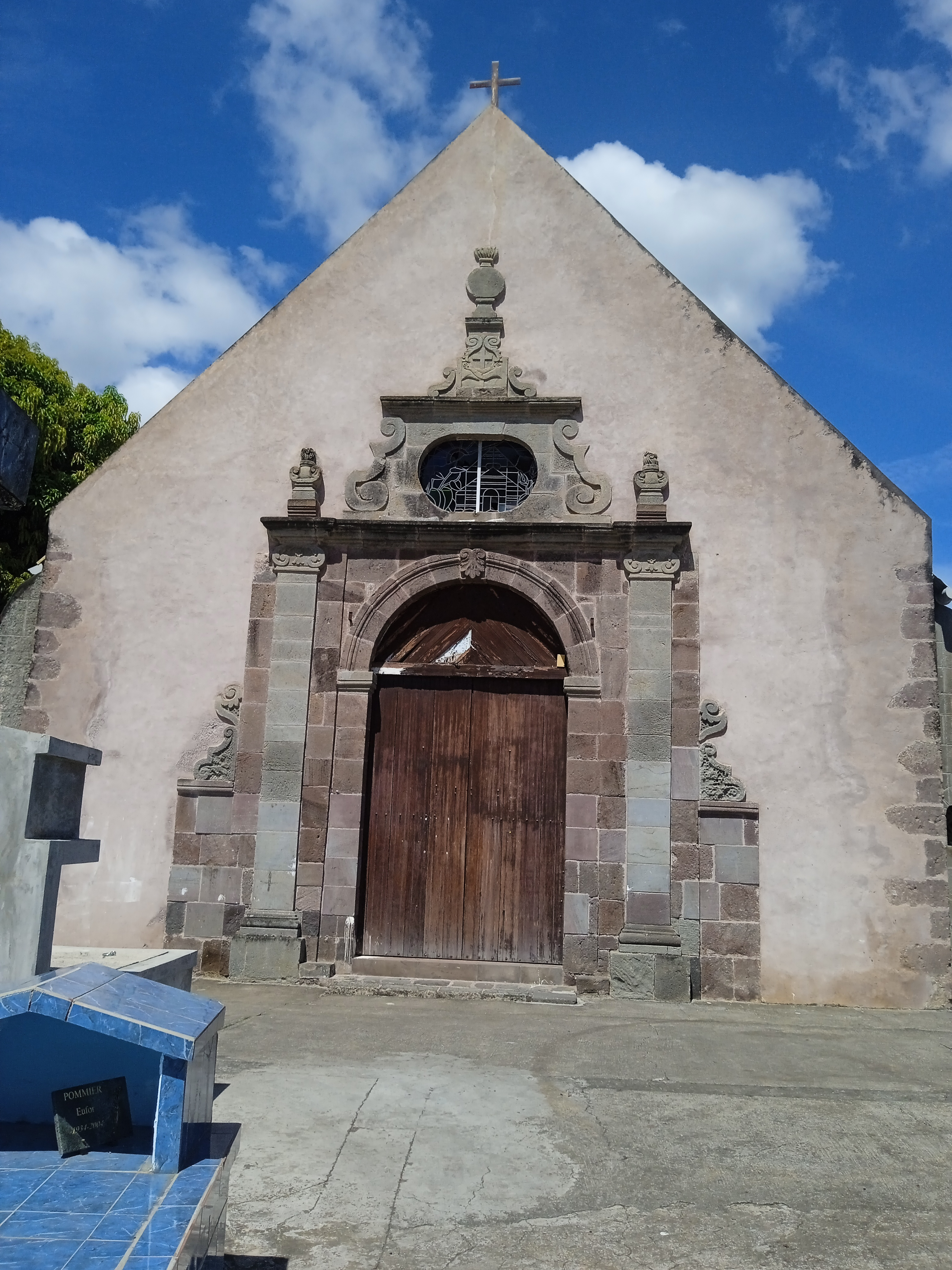
Portail.
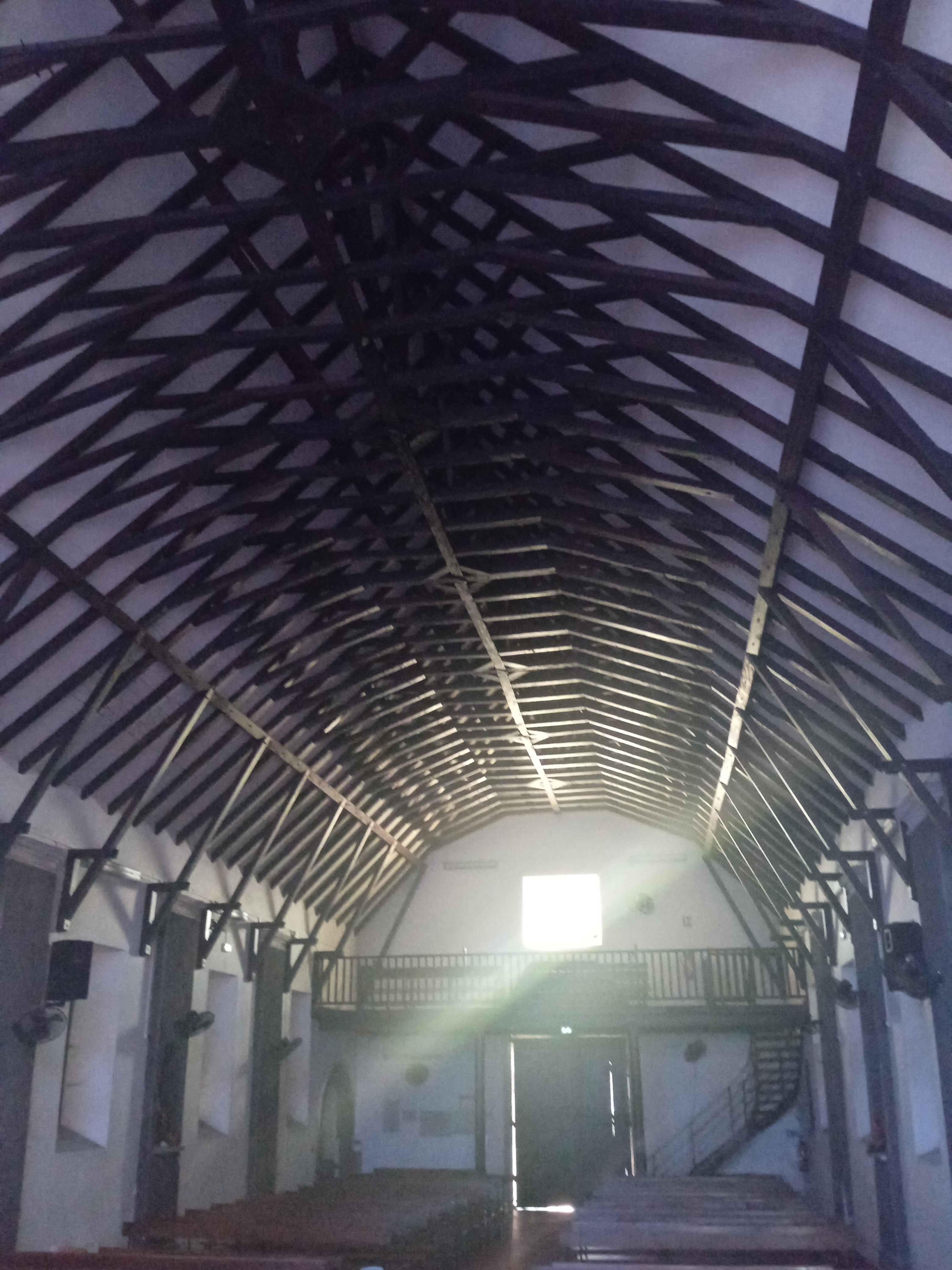
Nef.
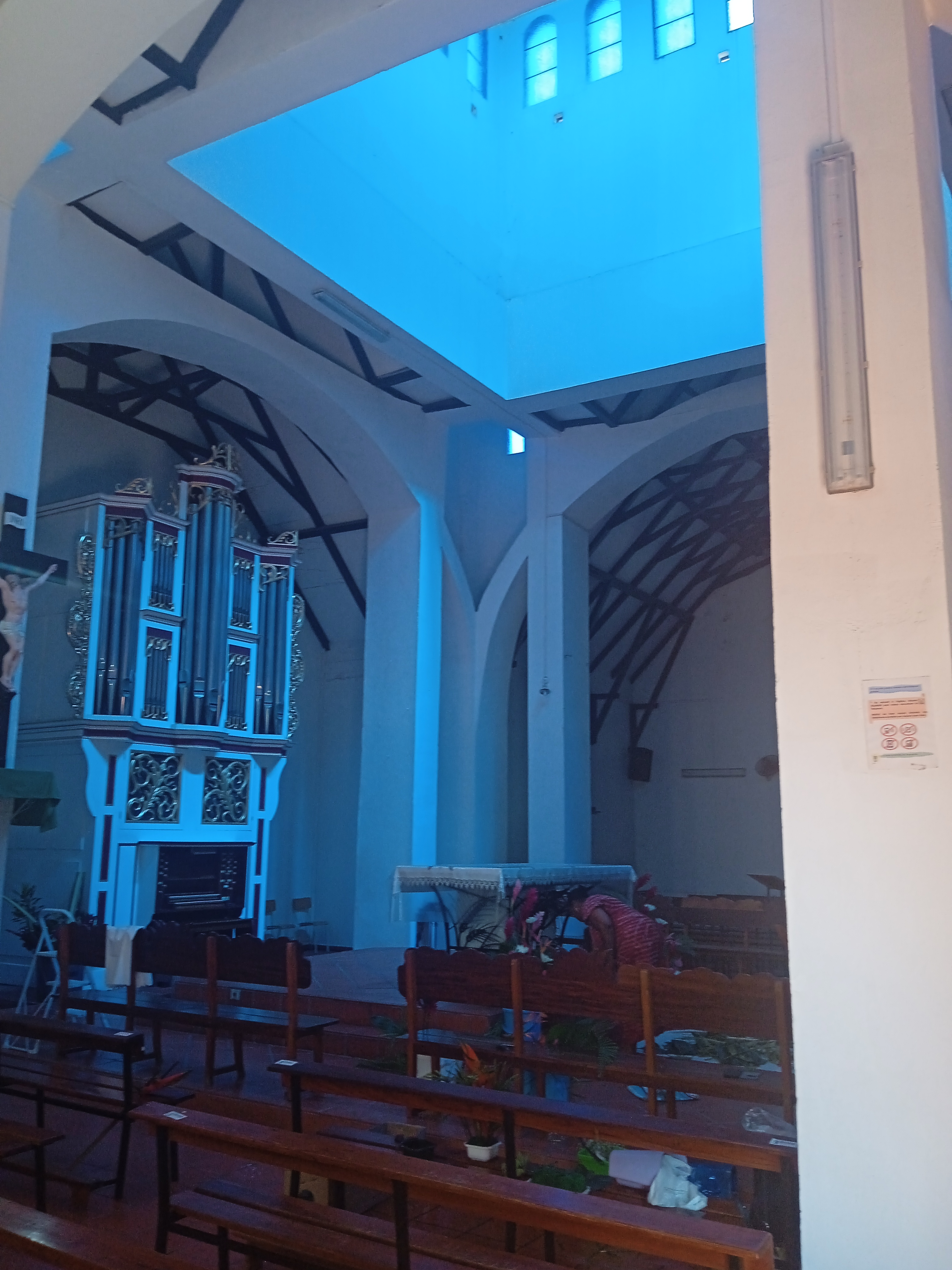
Orgue.
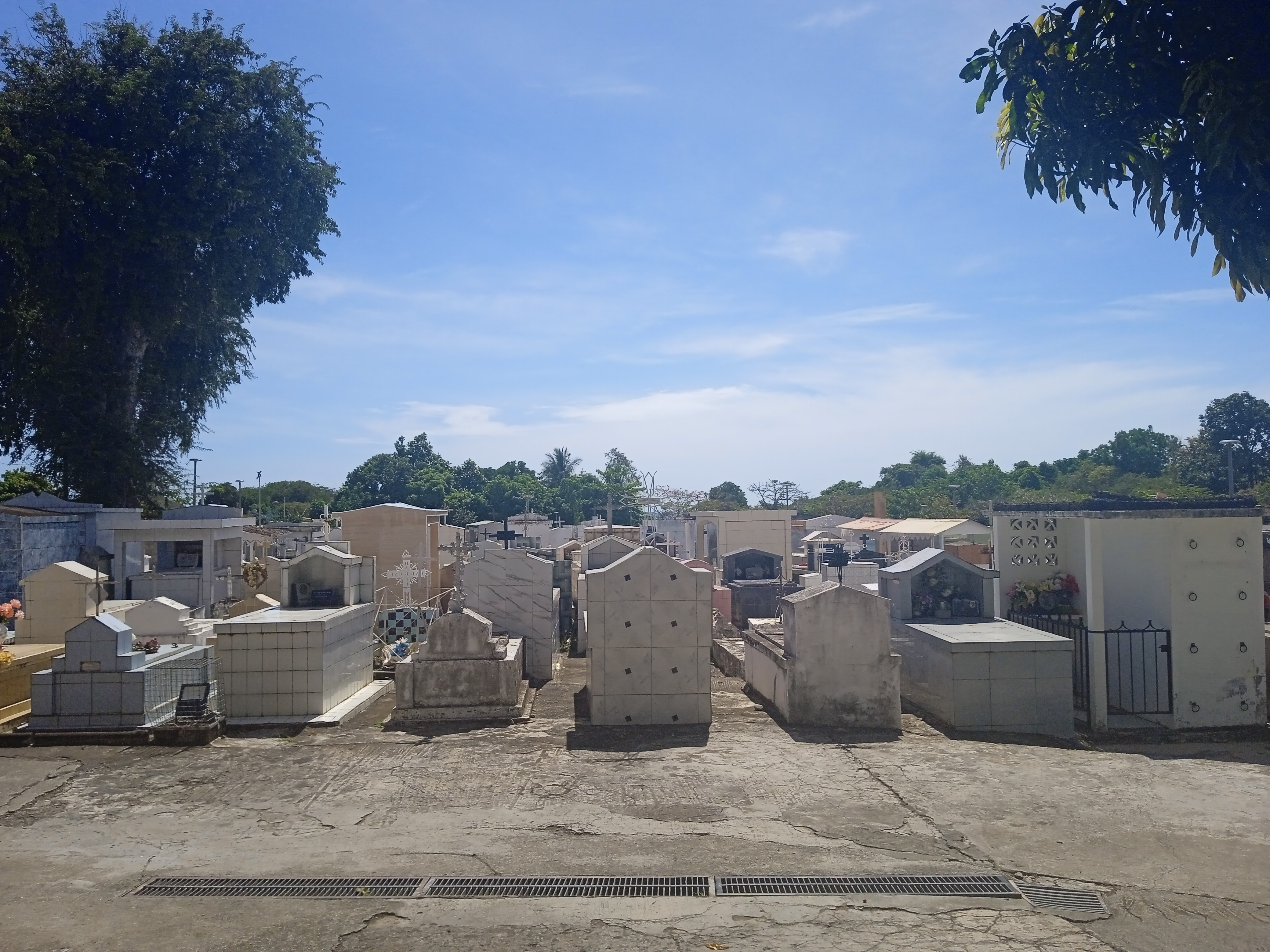
Cimetière.
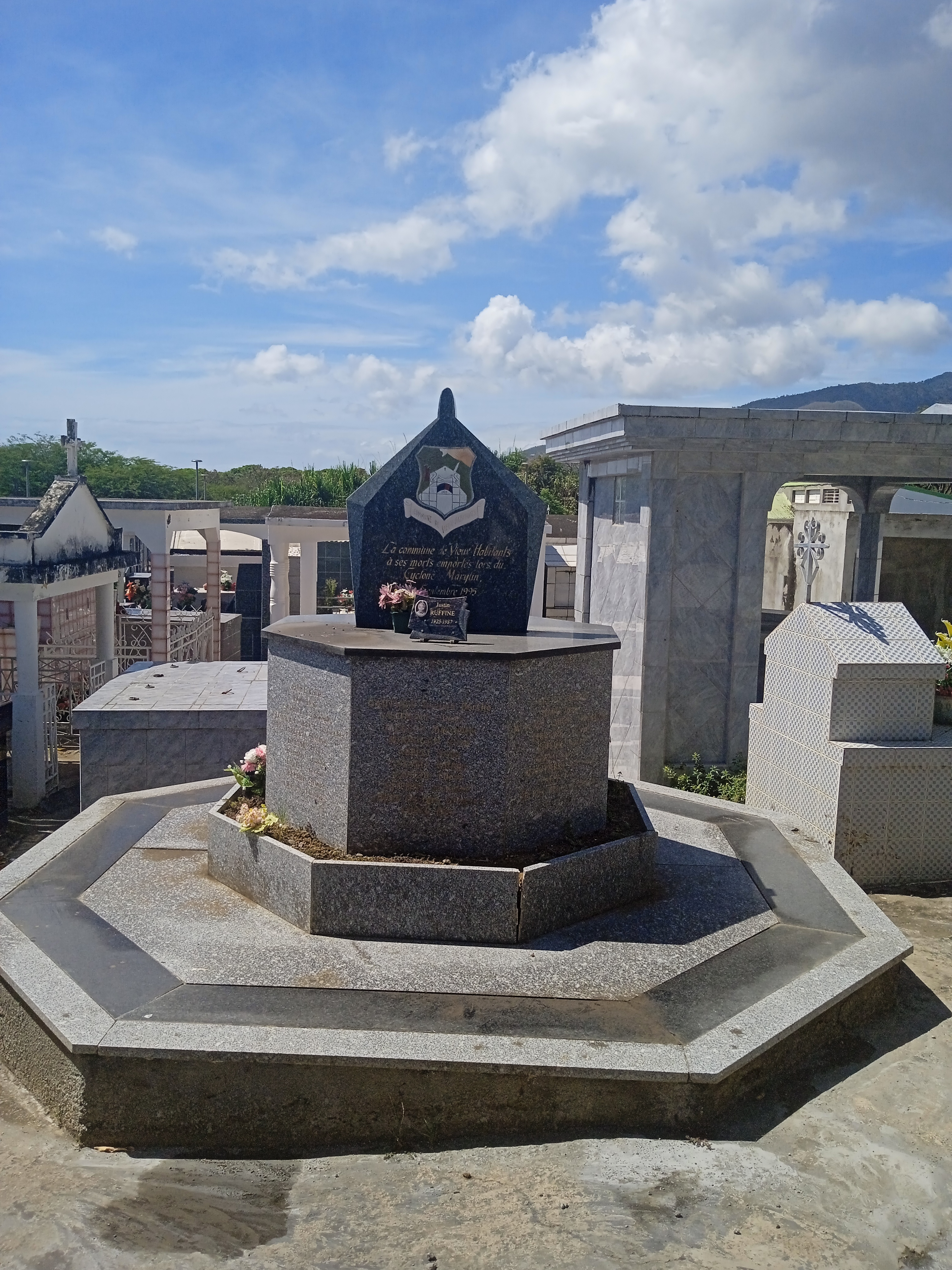
Monument en hommage aux victimes du cyclone Marylin dans le cimetière de Vieux-Habitants.